# Arbeitsgemeinschaft der Wasserwirtschaftsverbände in Nordrhein-Westfalen
Die Arbeitsgemeinschaft der Wasserwirtschaftsverbände in Nordrhein-Westfalen (AGW), mit Sitz in Bergheim, ist eine am 25. Januar 2006 gegründete Arbeitsgemeinschaft mehrerer Wasserwirtschaftsverbände in Nordrhein-Westfalen.
Der Zusammenschluss der elf Verbände, die rund zwei Drittel der Landesfläche abdecken, soll die wasserpolitischen Themen bürgernah kommunizieren und die Mitglieder gemeinsam gegenüber der Politik und der Landesverwaltung vertreten. Die Mitglieder betreiben (Stand 2024) 282 Kläranlagen mit einer Ausbaugröße von zusammen 17 Millionen Einwohnerwerten und 1799 Anlagen zur Niederschlagswasserbehandlung. Die 32 Talsperren bieten ein Volumen von rund 128 Millionen m³ und stellen einen Trinkwasservorrat von 99 Mio. m³ bereit. Zusätzlich verantworten sie 17.672 Kilometer Fließgewässer. Insgesamt sind bei den die Verbänden rund 6.000 Beschäftigte angestellt.
- Aggerverband
- Bergisch-Rheinischer Wasserverband
- Emschergenossenschaft
- Lippeverband
- Erftverband
- Linksniederrheinische Entwässerungs-Genossenschaft (LINEG)
- Niersverband
- Ruhrverband
- Wahnbachtalsperrenverband
- Wasserverband Eifel-Rur
- Wupperverband

Bis auf den Bergisch-Rheinischer Wasserverband und den Wahnbachtalsperrenverband, die beide als Wasser- und Bodenverband agieren, sind die anderen neun der elf Mitglieder sondergesetzliche Wasserverbände.